# ویتسلبن
ویتسلبن (به آلمانی: Witzleben) یک شهر در آلمان است که در ایلم-کرایس واقع شده‌است. ویتسلبن ۷۰۶ نفر جمعیت دارد.